# Ægidius Gutman
Pour les articles homonymes, voir Gutman.
Ægidius Gutman (1490-1584) est un alchimiste allemand, possible précurseur des idées rosicruciennes.
Sa biographie « tient davantage de la légende que de la réalité historique ». Déçu par les arts libéraux enseignés dans les universités, il aurait parcouru le monde et découvert un livre mystérieux Falmad, révélateur de la sagesse et de la science. Il aurait été vu en 1617 à Augsbourg, soit plus de trente ans après sa mort.

## Biographie
En 1575, il aurait écrit un énorme traité alchimique : Offenbarung Göttlicher Majestät (Révélation de la Majesté divine), publié en 1619 à Hanau, près de Francfort. Le titre complet est   Offenbarung Göttlicher Majestät, darinnen angezeit wird, Wie Gott der Kerr, Anfänglich, sich allen seinen Geschöppfen, mit Worten und Wercken geoffenbaret, und wie Er alle seine Werck, derselben Art, Eygenschaft, Krafft und Wirckung, in Kurtze Schrifft artlich verfasst und solches alles dem Ersten Menschen, den Er selbst nech seinem Bildniss geschaffen, uberreycht, welches dann bis daher gelangt ist (Révélation de la Majesté divine où il est montré comment Dieu, le Maître s'est révélé au début de toutes ses créations par des mots et des œuvres, comment il a rédigé en  une sorte de court écrit toute son œuvre et ses qualités, propriétés, force et action et ce qu'il a offert au premier homme qu'il a créé d'après sa propre image, ce qui s'est réalisé depuis lors).
Les pérégrinations légendaires de Gutman préfigurent celles du fondateur mythique des Rose-Croix, Christian Rosencreutz, décrites dans la Fama Fraternitatis, probablement composée par Johann Valentin Andreae (originaire de Souabe comme Gutman) et ses compagnons du Cénacle de Tübingen et publiée en 1614. De même le Offenbarung Göttlicher Majestät contient des idées qui se retrouveront dans les manifestes de la Rose-Croix :  la sagesse et la science sont révélées par Dieu et la nature, et pour posséder cette connaissance qui permet de prédire l'avenir, de faire des transmutations, de guérir les maladies, de voir en plein jour et à l'intérieur de la Terre... il faut se laisser guider par le Saint-Esprit, et non par les savants, les théologiens luthériens ou le Pape.
La dédicace écrite par l'éditeur en 1619, donc après la publication des manifestes Rose-Croix (1614-1615), donne des formules similaires à celles de la Fama Fraternitatis, sur la "vraie philosophie" d'Adam, de Moïse et de Salomon.